# Буллок, Джереми
Дже́реми Бу́ллок (англ. Jeremy Bulloch; 16 февраля 1945, Маркет Харборо, Лестершир — 17 декабря 2020, Тутинг, Большой Лондон) — английский актёр кино и телевидения. Наиболее запомнился зрителю исполнением роли Бобы Фетта — второстепенного персонажа саги «Звёздные войны».

## Биография
Джереми Буллок родился 16 февраля 1945 года в городке Маркет-Харборо (графство Лестершир, Англия). Он был средним из трёх детей Азизы «Дианы» (урождённой Мид) и авиационного инженера Макгрегора Буллока. От первого брака матери, у него было трое старших единоутробных братьев (среди из них — Роберт Уоттс (1938—2024), стал довольно известным продюсером). После окончания средней школы Джереми поступил в театральную школу «Корона» в Лондоне.
Начал сниматься с 13 лет, и за свою карьеру продолжительностью около шести десятилетий появился в примерно 110 кино- и телефильмах и телесериалах.
В 2004 году увидели свет мемуары Буллока, озаглавленные Flying Solo.
Джереми Буллок скончался от Болезни Паркинсона, которой он страдал много лет, 17 декабря 2020 года в Больнице Святого Георга в районе Тутинг (боро Уондсуэрт, Лондон).

### Личная жизнь
Джереми Буллок был женат дважды. Первая жена — Сандра Форд. Брак был заключён в 1965 году и в том же году последовал развод, в браке родился сын Кристиан.

В 1970 году женился на Морин Уокер. Пара прожила вместе полвека до самой смерти актёра. В этом браке родились двое сыновей, Робби (стал актёром) и Джейми Буллок (род. 1969), переводчик немецкой литературы.

## Избранная фильмография

### Широкий экран
В титрах не указан
- 1958 — Неистовые игры[англ.] / Violent Playground — посыльный в гостинице
- 1958 — Гибель «Титаника» / A Night to Remember — мальчик, прыгающий в воду
- 1959 — Так держать, учитель[англ.] / Carry On Teacher — школьник
- 1981 — Только для твоих глаз / For Your Eyes Only — Смитерс, помощник Q

В титрах указан
- 1960 — Учительница французского[англ.] / A French Mistress — Бэйнс
- 1961 — Запасной путь[англ.] / Spare the Rod — Энджелл
- 1962 — Играй круто[англ.] / Play It Cool — Джои
- 1962 — Агент дьявола[англ.] / The Devil's Agent — Джонни Дрост
- 1963 — Летний выходной[англ.] / Summer Holiday — Эдвин
- 1966 — Идол[англ.] / The Idol — Льюис
- 1970 — Дева и цыган[англ.] / The Virgin and the Gypsy — Лео
- 1970 — Хоффман / Hoffman — Том Митчелл
- 1971 — Мария — королева Шотландии / Mary, Queen of Scots — Эндрю
- 1973 — О, счастливчик! / O Lucky Man! — юноша / водитель спорткара / торговец сэндвичами
- 1974 — Продержись неделю[англ.] / Can You Keep It Up for a Week? — Гил
- 1976 — Побег из тьмы[англ.] / Escape from the Dark — Джинджер
- 1977 — Шпион, который меня любил / The Spy Who Loved Me — член экипажа подводной лодки «Рейнджер»
- 1980 — Звёздные войны. Эпизод V: Империя наносит ответный удар / The Empire Strikes Back — Боба Фетт[a]
- 1983 — Звёздные войны. Эпизод VI: Возвращение джедая / Return of the Jedi — Боба Фетт
- 1983 — Осьминожка / Octopussy — Смитерс, помощник Q
- 1993 — Дети свинга / Swing Kids — владелец маленького клуба
- 2005 — Звёздные войны. Эпизод III: Месть ситхов / Star Wars: Episode III – Revenge of the Sith — капитан Колтон

### Телевидение
- 1960—1961 — Билли Бантер из школы «Грейфрайерс»[англ.] / Billy Bunter of Greyfriars School — разные роли (в 10 эпизодах)
- 1963 — Сентиментальный агент[англ.] / The Sentimental Agent — Арт (в эпизоде All That Jazz)
- 1965 — Соглашение[англ.] / Compact — Рой Кэрни (в 12 эпизодах)
- 1965—1968 — Новосёлы[англ.] / The Newcomers — Филип Купер (в 203 эпизодах)
- 1965, 1973—1974 — Доктор Кто / Doctor Who — Хэл / Тор (в 7 эпизодах)[b]
- 1966 — Театр 625[англ.] / Theatre 625 — Сэмми (в эпизоде The Wesker Trilogy: I'm Talking About Jerusalem)
- 1969 — Странный отчёт[англ.] / Strange Report — Боб Тремейн (в эпизоде Report 8319: Grenade - What Price Change?)
- 1970 — Записная книжка доктора Финлея[англ.] / Dr. Finlay's Casebook — Иэн Уэбстер (в эпизоде Made for Each Other)
- 1971 — Пьеса месяца[англ.] / Play of the Month — Лекси (в эпизоде Candida[англ.])
- 1972 — Королевский суд[англ.] / Crown Court — доктор Уорнер (в 3 эпизодах)
- 1974 — Триллер[англ.] / Thriller — Том Мэннерс (в эпизоде Only a Scream Away)
- 1974 — Маленький лыжник[англ.] / Skiboy — Джереми (в эпизоде Cold Shoulder)
- 1974 — Мужчина в доме[англ.] / Man About the House — Дерек Саттон (в эпизоде Three of a Kind)
- 1978 — Профессионалы[англ.] / The Professionals — Денвер (в эпизоде Where the Jungle Ends)
- 1978 — Джордж и Милдред[англ.] / George and Mildred — Билл Олбрайт (в эпизоде Days of Beer and Rosie)
- 1978 — Шекспир BBC Television[англ.] / BBC Television Shakespeare — Генри Перси (в эпизоде King Richard the Second)
- 1979—1981 — Агония[англ.] / Agony — Роб Иллингуорт (в 18 эпизодах)
- 1981 — Только когда я смеюсь[англ.] / Only When I Laugh — Гэри (в эпизоде A Day in the Life Of)
- 1984—1985 — Чоки[англ.] / Chocky — Лэндис (в 3 эпизодах)
- 1984—1986 — Робин из Шервуда / Robin of Sherwood — Эдвард из Уикхэма, старейшина деревни Уикхэм (в 8 эпизодах)
- 1989, 1993 — Катастрофа[англ.] / Casualty — разные роли (в 2 эпизодах)
- 1992—1993, 1996 — Чисто английское убийство / The Bill — разные роли (в 3 эпизодах)
- 1995 — Шеф[англ.] / The Chief — Джек Бертранд (в эпизоде #5.5)
- 1995 — Доктор Дейнджерфилд[англ.] / Dangerfield — суперинтендант Джеклин (в эпизоде Death in Custody)
- 2002 — Призраки / Spooks — Роджер Уэлкс (в эпизоде One Last Dance[англ.])
- 2006, 2008 — Врачи[англ.] / Doctors — разные роли (в 2 эпизодах)
- 2008 — Раскопки / Bonekickers — человек в маске (в эпизоде Follow the Gleam)
- 2009 — Закон и порядок: Лондон / Law & Order: UK — Дики Грант (в эпизоде Honour Bound[англ.])

### Сразу-на-видео
- 2003 — Продвинутые воины[англ.] / Advanced Warriors[c] — Макс

### В роли самого себя
- 2004 — Книга комиксов в кино[англ.] / Comic Book: The Movie
- 2015 — Элстри 1976[англ.] / Elstree 1976
- 2015 — Я твой отец[англ.] / I Am Your Father

## Заметки
1. ↑  Озвучен Джейсоном Уингрином.
2. ↑  В трёх эпизодах серии «Космический музей» и четырёх эпизодах серии «Воин времени».
3. ↑  Интерактивный фильм.